# Chłopiec na polnej drodze
Chłopiec na polnej drodze – powieść młodzieżowa Stanisławy Platówny, wydana w 1970 (Nasza Księgarnia). Nagrodzona Harcerską Nagrodą Literacką w 1971.
W powieści autorka opisała wakacje nastoletniego Marcina z Warszawy, który zamiast na wędrówkę po Beskidach z kolegami, wyjechał na Dolny Śląsk (okolice Ząbkowic Śląskich), do PGR-u Kalkowice (miejscowość fikcyjna) zarządzanego przez pana Szostaka - kolegę ojca. Na miejscu początkowo się nudził, zapoznając miejscowych mieszkańców reprezentujących różne pochodzenie, np. Drylińskich z Dryliszek, urządzających dolnośląskie otoczenie na wzór kresowy.